# Bernard Pivot
Bernard Pivot (Lió, 5 de maig de 1935 - Neuilly-sur-Seine, 6 de maig de 2024) fou un periodista i crític literari francès, presentador de programes culturals de televisió. De 2014 a 2019 fou el president de l'Acadèmia Goncourt. Es considera que és l'home que ha fet llegir més francesos durant la segona meitat del segle xx. Entre el 1975 i el 1990, quinze anys, va presentar el programa Apostrophes a la televisió pública, els divendres a la nit i en horari de màxima audiència, on era seguit per entre un i tres milions d'espectadors. Durant la seva carrera ha entrevistat centenars d'escriptors francesos però també estrangers: Perec, Duras, Yourcenar, Bukowski, Styron i fins i tot Nabokov, a qui no li agradava que li fessin entrevistes. Quan parlava d'un llibre, la setmana següent era el més venut a les llibreries.

## Biografia
Fill d'una família de comerciants, durant la Segona Guerra Mundial el seu pare va ser detingut i la seva mare es va retirar al poble de Quincié-en-Beaujolais, on Bernard Pivot va anar a escola. En 1945 la família va tornar a Lió. Als 10 anys, Bernard va ser enviat a un internat religiós en el qual va destacar més en l'esportiu que en l'acadèmic. Va cursar el segon ensenyament i la carrera de Dret a Lió i després es va traslladar a París per estudiar periodisme.
Després d'un període de becari en el Progrès de Lió, es va dedicar durant un any al periodisme econòmic, i va passar després al Figaro littéraire en 1958.
En 1970 va iniciar un programa diari en la ràdio, que tractava diversos temes, entre ells els polítics, la qual cosa no va ser molt apreciada pel llavors president Georges Pompidou. El 1971, el Figaro littéraire va desaparèixer i Bernard Pivot va passar a treballar com a cap de secció en Le Figaro. Va dimitir en 1974 per desacords amb Jean d'Ormesson. Jean-Louis Servan-Schreiber li va proposar participar en un projecte que va cristal·litzar al cap d'un any en la creació de la revista Lire.
Mentrestant, va començar a presentar, a partir d'abril de 1973, Ouvrez les guillemets (Obrin cometes), a TF1, la televisió pública francesa. El 1974, Bernard Pivot va iniciar Apostrophes, el primer programa del qual va emetre Antenne 2 el 10 de gener de 1975. El programa acabaria el 1990, però llavors Bernard Pivot va crear Bouillon de culture (Sopa de cultura), que al principi va anar més enllà dels llibres (barrejava literatura, cinema i art). El seu últim programa es va emetre al juny de 2001, amb una audiència d'entre 1 i 3 milions d'espectadors setmanals.
També va publicar durant cert temps una columna en Le Point. Des de gener de 2002 fins a desembre de 2005, Pivot va entrevistar a persones que han triat la llengua francesa i la seva cultura. El programa, titulat Double Je s'emetia mensualment a France 2, els diumenges a la nit. També ha treballat com a cronista literari al Le Journal du Dimanche.
El 5 d'octubre de 2004, va ser triat membre de l'Académie Goncourt. Fou el primer no escriptor que en formà part, i s'explica per la seva enorme repercussió al món de la crítica literària. El 2014 seria nomenat president d'aquesta organització, i hi renuncià el 2019.

## Presentador de televisió
- 1973-1974 : Ouvrez les guillemets a la cadena (ORTF)
- 1975-1990 : Apostrophes a Antenne 2
- 1986-1987 : Championnats de France d'orthographe a FR3
- 1988-1992 : Championnats du monde d'orthographe a FR3 i France 3
- 1991-2001 : Bouillon de culture a Antenne 2, esdevinguda France 2
- 1993-2005 : Dicos d'or a France 3
- 2002-2005 : Double je a France 2

## Publicacions

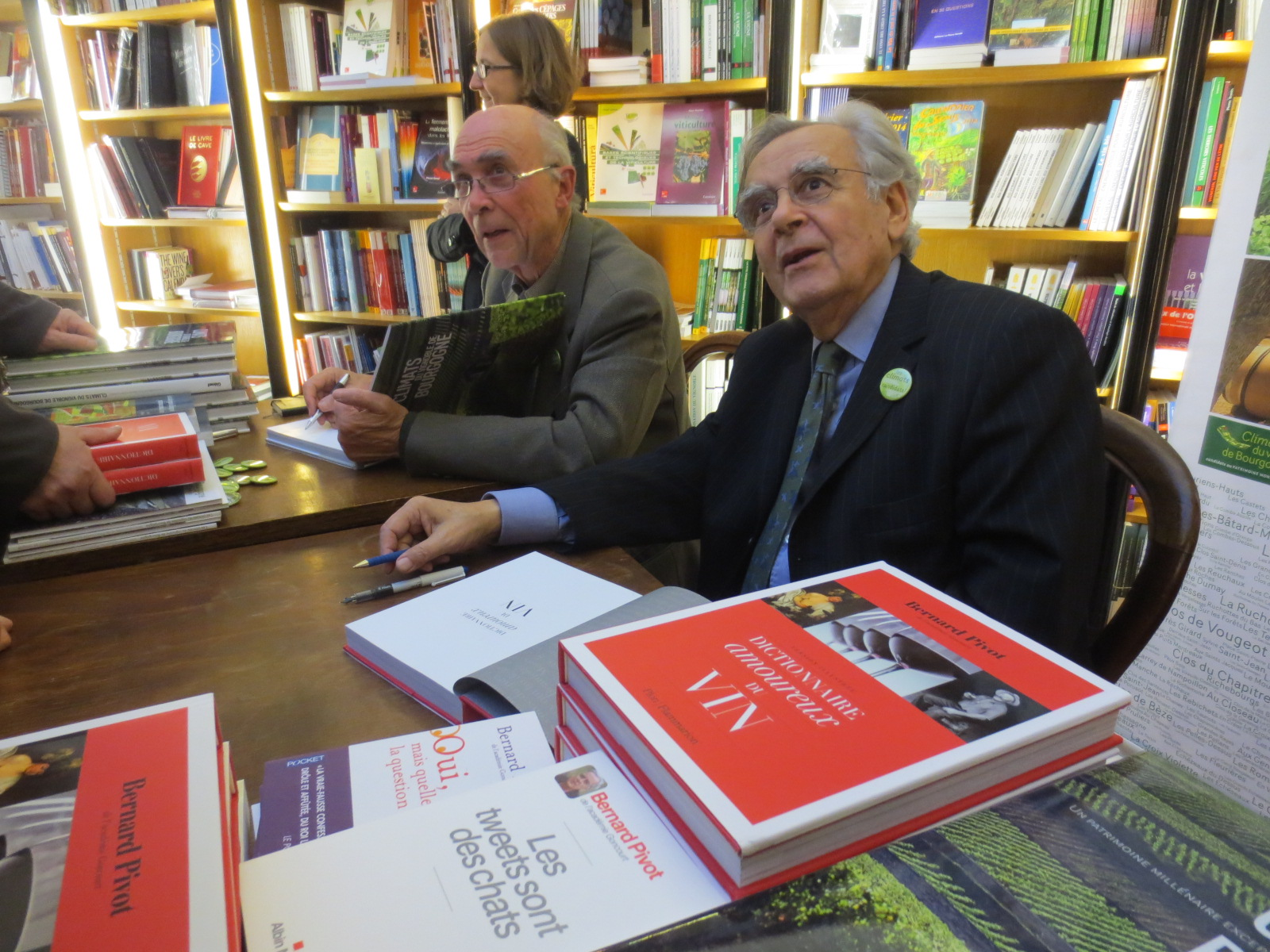
signatures del Dictionnaire amoureux du vin a la vente des hospices de Beaune el 2013.

- L'Amour en vogue, novel·la, Calmann-Lévy, 1959.
- La vie oh là là !, cròniques, Grasset, 1966.
- Les Critiques littéraires, assaig, Flammarion, 1968.
- Text de l'àlbum Beaujolaises, Le Chêne, 1978.
- Le Football en vert, llibre sobre l'A.S. Saint-Étienne, Hachette-Gamma, 1980.
- Presentació d' Écrire, lire et en parler. Dix années de littérature mondiale en 55 interviews publiées dans Lire, dirigit per Pierre Boncenne, Robert Laffont, 1985.
- Prefaci a La Bibliothèque idéale, dirigit per Pierre Boncenne, Albin Michel, nouvelle édition, 1988.
- Le Livre de l'orthographe, presentació de Bernard Pivot, 1989.
- Remontrance à la ménagère de moins de 50 ans, Plon, 1998.
- Le Métier de lire, réponses à Pierre Nora, Gallimard, 1990. Reeditat i completat, col. « Folio », 2001.
- Prefaci a Cuisine en famille de Georges Blanc, Albin Michel, 1999.
- 100 mots à sauver, Albin Michel, 2004.
- Les Dictées de Bernard Pivot, Albin Michel, 2006.
- Dictionnaire amoureux du vin, Plon, 2006. Edició il·lustrada, 2013, Prix des écrivains gastronomes 2014
- 100 expressions à sauver, Albin Michel, 2008.
- Les Mots de ma vie, autobiografia, Albin Michel, 2011.
- Oui, mais quelle est la question ?, novel·la autobiogràfica, NiL,
- Les tweets sont des chats, Albin Michel, 2013.
- Au secours ǃ Les mots m'ont mangé, Allary Editions, 2016.